# 勞倫斯波特 (印第安納州)
勞倫斯波特（英語：Lawrenceport）是位於美國印地安納州勞倫斯縣的一個非建制地區。